# Esther Hart
Esther Hart, właśc. Esther Katinka Hartkamp (ur. 3 czerwca 1970 w Epe) – holenderska wokalistka, reprezentantka Holandii podczas 48. Konkursu Piosenki Eurowizji w 2003 roku.

## Życiorys

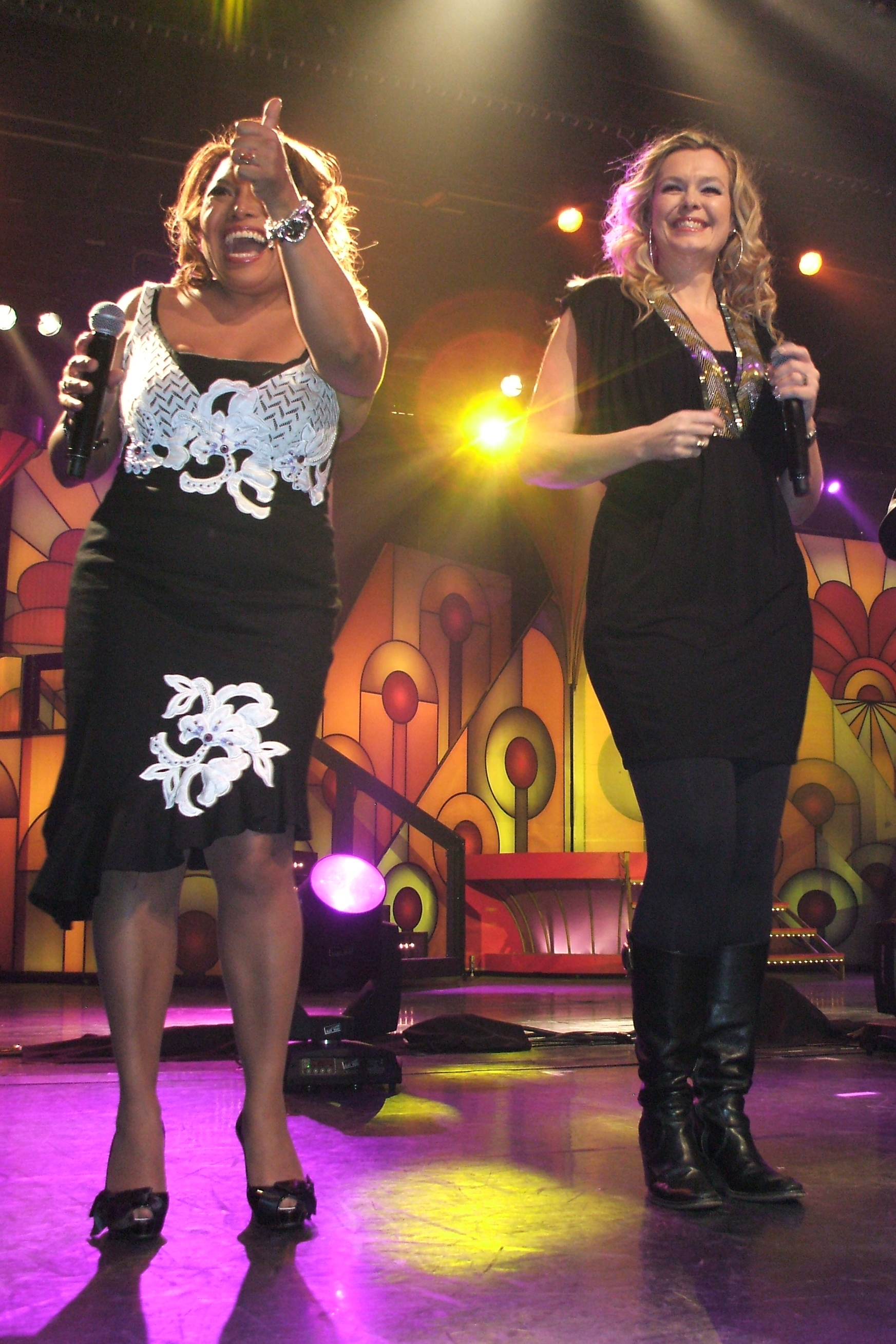
Esther Hart podczas koncertu w 2011 roku

Rozpoczęła karierę muzyczną w wieku 10 lat, zostając solistką dziecięcego chórku De Lenteklokjes. W 1981 wydali album pt. Kerstklanken met de lenteklokjes. Mając 14 lat, została wokalistką zespołu Release.
W 1988 rozpoczęła naukę w konserwatorium w Rotterdamie, gdzie szkoliła się na wydziale wokalnym. Po sześciu latach ukończyła studia z wyróżnieniem oraz wydała debiutancki album studyjny pt. D-Wys and the Voices of Soul. Rok później ukazała się świąteczna płyta pt. X mas in Harmony, którą nagrała jako jedna z wokalistek projektu a cappella Stars en Belles. 
W 1998 wydała kolejny solowy album studyjny pt. Fruit at the Bottom oraz, pod pseudonimem Kat, zaśpiewała gościnnie w utworze „Don’t Be Afraid” umieszczony na ścieżce dźwiękowej filmu Fakin' Da Funk. W 1999 została wokalistką projektu dla dzieci In De Maneschijn. Zaśpiewała też z Theo Braamsem piosenkę „You're a Friend of Mine”, która znalazła się na płycie pt. Duetten voor Daniel. W 2000 wydała singiel „Ain’t No Lies”, który dotarł do ósmego miejsca krajowych list przebojów tanecznych. W 2001 nagrała singiel „This Ain’t the Time”, który został umieszczony na krążku projektu Rewind pt. Lessons From The Underground.
W styczniu 2003 została ogłoszona jedną z 32 uczestników krajowych eliminacji eurowizyjnych Nationaal Songfestival 2003, do których zgłosiła się z utworem „One More Night”, zakwalifikowanym do stawki konkursowej spośród ponad 500 propozycji. 8 lutego wystąpiła w drugim półfinale selekcji, rozgrywanym w Hart van Holland w Nijkerku, i awansowała do finału rozegranego 1 marca w hali Ahoy w Rotterdamie. W rundzie finałowej zmierzyła się z siedmioma innymi wykonawcami, spośród których była faworytką internautów do wygrania. Ostatecznie wygrała w głosowaniu telewidzów, zostając reprezentantką Holandii podczas 48. Konkursu Piosenki Eurowizji. Po finale zwycięski utwór dotarł do 26. miejsca krajowej listy przebojów. Przed udziałem w krajowych selekcjach miała także wystąpić w brytyjskich eliminacjach do konkursu (A Song for Europe), jednak ostatecznie zrezygnowała na rzecz startu w Nationaal Songfestival. W finale konkursu, który odbył się 24 maja w Hali Olimpijskim „Skonto”, Hart zajęła 13. miejsce na 26 uczestników. Podczas występu towarzyszył jej chórek w składzie: Vera van der Poel, Dedre Twiss, Roger Happel i Linda Bloemhard. Po finale Eurowizji otrzymała Nagrodę Artystyczną im. Marcela Bezençona, przyznawaną dla najlepszego uczestnika przez byłych zwycięzców konkursu. W tym samym roku ukazał się kolejny album Hart, zatytułowany Straight from the Hart.
Po udziale w konkursie została trenerką wokalną uczestników krajowych selekcji do Konkursu Piosenki Eurowizji dla Dzieci w 2003, 2004 i 2005. Wystąpiła także jako nauczyciel śpiewu żeńskiej drużyny w programie Popstars – The Rivals. W 2006 roku Hart wyruszyła w trasę koncertową zatytułowaną Queen in Concert, która została zorganizowana na cześć zespołu Queen. Razem z wokalistką w projekcie wzięły udział inne holenderskie piosenkarki: Laura Vlasblom, Bert Heerink, Linda Carminita i Erica Yong, a także gitarzysta Jan Akkerman oraz Royal Airforce Orchestra. W październiku 2006 roku zadebiutowała na scenie teatralnej, wcielając się w rolę Glindy w musicalu The Wiz. Wiosną kolejnego roku zasiadła w komisji jurorskiej krajowej wersji programu Just the 2 of Us. W 2007 uczęszczała do Akademii Rocka w Tilburgu, gdzie brała udział w lekcjach śpiewu. Na przełomie końca 2007 i początku 2008 wyruszyła w trasę koncertową, podczas której prezentowała repertuar jazzowy. Wtedy też zaczęła pracę w programie rozrywkowym dla dzieci De Bibaboerderij.

## Działalność społeczna
Od kilku lat Hart bierze udział w wielu akcjach charytatywnych, m.in. Lichtjes voor Sophia, na potrzeby którego nagrała singiel „Brand een lichtje voor Sofia” razem z takimi artystami, jak Lee Towers, Anita Meyer i Romeo. Pieniądze zarobione na sprzedaży utworu zostały przekazane na rozwój Szpitala Dziecięcego „Sophia”. Wokalistka wzięła także udział w akcji Zing mee voor de rechten van het Kind, z której dochód został przekazany na projekty organizacji UNICEF.
17 stycznia 2008 roku Hart została dobrowolnie zamknięta w więzieniu w celu nagłośnienia jednej z akcji charytatywnych. W tym czasie zagrała także koncert transmitowany dla telewizji NCRV oraz fundacji Exodus walczącej o pomoc byłym więźniom w powrocie do normalnego życia po odbyciu kary. Podczas akcji rozegrany został także koncert poetycki, podczas którego chętni więźniowie mogli napisać swój tekst, którego tematem przewodnim miała być „odwaga w wiarę w zmiany”. Zwycięski wiersz został wyrecytowany przez Hart.

## Życie prywatne
16 marca 2005 roku Esther Hart urodziła córkę, która otrzymała imiona Lea Mara Katinka. Jej ojcem jest basista Aram Kersbergen.

## Dyskografia

### Albumy studyjne
- X mas in Harmony (1995) (z Stars en Belles)
- Fruit at the Bottom (1998)
- Straight from the Hart (2003)